# Gmina związkowa Kusel-Altenglan
Gmina związkowa Kusel-Altenglan (niem. Verbandsgemeinde Kusel) – gmina związkowa w Niemczech, w kraju związkowym Nadrenia-Palatynat, w powiecie Kusel. Siedziba gminy związkowej znajduje się w mieście Kusel. Powstała 1 stycznia 2018 z połączenia gminy związkowej Altenglan z gminą związkową Kusel.

## Podział administracyjny
Gmina związkowa zrzesza 34 gminy, w tym jedną gminę miejską (Stadt) oraz 33 gminy wiejskie:
1. Albessen
2. Altenglan
3. Bedesbach
4. Blaubach
5. Bosenbach
6. Dennweiler-Frohnbach
7. Ehweiler
8. Elzweiler
9. Erdesbach
10. Etschberg
11. Föckelberg
12. Haschbach am Remigiusberg
13. Herchweiler
14. Horschbach
15. Körborn
16. Konken
17. Kusel, miasto
18. Neunkirchen am Potzberg
19. Niederalben
20. Niederstaufenbach
21. Oberalben
22. Oberstaufenbach
23. Pfeffelbach
24. Rammelsbach
25. Rathsweiler
26. Reichweiler
27. Ruthweiler
28. Rutsweiler am Glan
29. Schellweiler
30. Selchenbach
31. Thallichtenberg
32. Theisbergstegen
33. Ulmet
34. Welchweiler